# العرش (مدينة مأرب)

تعديل مصدري - تعديل

العرش هي إحدى قرى عزلة الاشراف بمديرية مدينة مأرب التابعة لمحافظة مأرب، بلغ تعداد سكانها 541 نسمة حسب تعداد اليمن لعام 2004.